# Вывод российских войск из Латвии
Вывод российских войск из Латвии — процесс демилитаризации территории восстановившей государственную независимость Латвийской Республики, начатый на переговорах президента РФ Бориса Ельцина с председателем Верховного Совета Латвийской Республики Анатолием Горбуновым 27 декабря 1991 года и завершившийся 31 августа 1994 года. Латвийской Республике было оставлено всё недвижимое имущество, использовавшееся советской армией, включая Скрундскую радиолокационную станцию, Центр слежения за космическими объектами (разведцентр ГРУ) в Вентспилсе и базу подводных лодок в Лиепае. Военные пенсионеры РФ и члены их семей, проживавшие в Латвии, получили право остаться на жительство в Латвии (как правило, в статусе неграждан); большинство кадровых военнослужащих было вынуждено вернуться в Россию.

## Предыстория
Верховный Совет Латвийской ССР, избранный 18 марта 1990 года на всеобщих выборах, 4 мая 1990 года большинством голосов принял Декларацию о восстановлении независимости Латвии. В ней утверждалось, что решение о вхождении Латвии в Советский Союз, принятое 21 июля 1940 года, было совершено на основании противоправного секретного протокола к пакту Молотова — Риббентропа. Декларация восстанавливала действие Конституции Латвии 1922 года, однако до принятия её новой редакции продолжали действовать законы Латвийской ССР. Гражданам Латвийской Республики гарантировались социальные, экономические, культурные и политические права в соответствии с международным правом.
После провала Августовского путча в Москве Верховный Совет Латвийской Республики принял Конституционный закон о выходе Латвии из состава СССР. Делегация в составе Анатолия Горбунова, Яниса Диневича, Ояра Кехриса, Илмара Бишера и Владлена Дозорцева отправилась в Москву к президенту РСФСР Борису Ельцину. На организованной 24 августа 1991 года руководителем полномочного представительства Латвийской Республики в Москве Янисом Петерсом встрече Анатолий Горбунов высказал две просьбы: заменить командующего Прибалтийским военным округом генерала Ф. Кузьмина, открыто поддержавшего ГКЧП и выведшего войска на улицы Риги, и вывести из Латвии рижский ОМОН. Обе просьбы Ельцин удовлетворил сразу же, в ходе встречи: он отдал распоряжение командующему Ленинградским военным округом, чтобы его заместитель генерал В. И. Миронов немедленно принял командование Прибалтийским военным округом, а новому руководителю КГБ В. Бакатину и министру внутренних дел РСФСР В. Баранникову — чтобы обеспечили военно-транспортный самолёт для эвакуации ОМОНа.
Затем Ельцин неожиданно для латвийской делегации вручил ей Указ президента РСФСР «О признании государственной независимости Латвийской Республики», подписанный в её присутствии 24 августа 1991 года. «Единственное, что вызвало особый разговор, это русские настроения в Латвии… Я объяснил: в опросе перед принятием Декларации участвовало 87,56 % населения. 73,68 % высказались ЗА независимость. При том, что латышей в Латвии 52 %. Ельцин сказал внятно: „Ну, не обижайте русских. Их у вас много…“ Горбунов обещал», — вспоминал В. Дозорцев о разговоре в Кремле.
В ноябре 1991 года указом президента СССР Михаила Горбачёва Прибалтийский военный округ в связи с признанием независимости Литвы, Латвии и Эстонии был преобразован в Северо-Западную группу войск, большая часть подразделений которой впоследствии была расформирована.
На момент распада СССР в Латвии было дислоцировано 58 тысяч военнослужащих — самая крупная в Прибалтике группировка, склады всех видов боеприпасов и вооружений, а также три стратегических объекта: система предупреждения о ракетном нападении (СПРН) в Скрунде, центр наблюдения за космическими объектами в Вентспилсе и база Балтфлота РФ в Лиепае. В Латвии проживали 23 тысячи военных пенсионеров и 63 тысячи членов их семей.

## Переговоры

### Подготовка
27 декабря 1991 года в Кремле состоялась встреча президента РФ Б. Н. Ельцина и председателя Верховного совета Латвии А. В. Горбунова, на которой российский лидер сказал, что 60-тысячную группировку Советской армии, ставшей Российской, можно вывести в течение 7 лет, начав этот процесс в 1995 году после того, как войска будут полностью выведены из Германии. Это позволяло спокойно подготовить новые места дислокации для военных, решить вопрос о социальной защите и правах военных пенсионеров, которых с семьями насчитывалось около 100 тысяч человек. Россия намеревалась сохранить за собой аренду трёх стратегических объектов: радиолокационной станции раннего предупреждения о ракетном нападении в Скрунде, центра слежения за космическими объектами (разведцентр ГРУ) в Ирбене и базы подводных лодок в Лиепае. В директивах, которые подписал Ельцин для государственной делегации на переговорах, также была поставлена задача защитить права русскоязычного населения.
Никаких финансовых условий прибалтийским республикам Россия не выставляла, тогда как Германия при выводе войск брала на себя обязательства построить для военных на новых местах дислокации жильё, инфраструктуру, обеспечить транспортировку имущества на новые места службы.
Решением Совета министров Латвийской Республики 10 июня 1992 года было создано Бюро по контролю за выводом войск, подчиняющееся специальному государственному министру. Его главными задачами было обеспечить единый учёт передаваемого военного имущества, его оценку и перенятие, оценку нанесённого экологического ущерба, стоимости услуг, оказываемых Латвийской Республикой по снабжению воинских контингентов и их отправке к местам новой дислокации.
В 1992 году был создан Форум консультаций, куда наряду с Польшей, Словакией, Болгарией и Румынией вошли и прибалтийские республики, получившие статус государств не бывшего СССР, а Центральной и Восточной Европы.

### Делегации
Государственная российская делегация по переговорам с Латвией была создана указом Ельцина в 1992 году. Представлять её был направлен заместитель министра иностранных дел Фёдор Шелов-Коведяев, помощник депутата Государственной думы Галины Старовойтовой, ранее никогда не работавший на дипломатическом поприще. В первом же раунде переговоров Шелов-Коведяев заявил, что всё имущество остаётся Латвии, сделав исключение для Дома отдыха Гостелерадио в Юрмале. Ему было обещано выполнить это пожелание, однако впоследствии этого не было сделано.
В официальный состав Государственной делегации РФ как «постоянно действующего переговорного механизма для разработки договорно-правовой базы двусторонних отношений между Российской Федерацией и Латвийской Республикой» вошли:
Руководство — посол по особым поручениям С. С. Зотов (глава), посол В. Т. Шикалов (зам. главы);
Военные представители — командующий Силами общего назначения Объединённых Вооруженных сил СНГ генерал-полковник В. М. Семёнов (глава), командующий Северо-Западной группой войск генерал-полковник В. И. Миронов (затем генерал-полковник Л. С. Майоров), командующий Космическими войсками России генерал-лейтенант В. М. Смирнов, командующий погранвойсками СЗГВ генерал-лейтенант В. К. Гапоненко;
члены делегации — депутаты Верховного Совета РФ И. И. Андронов, В. П. Лисин, М. М. Молоствов, десять представителей министерств и ведомств на уровне заместителей руководителя.
Делегацию Латвийской Республики возглавлял государственный министр Я. Диневич, с осени 1993 года его сменил парламентский секретарь МИД Латвии М. Вирсис. Военную часть курировал замминистра обороны, бывший полковник Советской Армии Д.Турлайс.

### Ход переговоров
Переговоры стартовали 2 февраля 1992 года под Ригой. Российская делегация обозначила такие приоритеты:
- выработка достойных для России условий планомерного вывода войск в приемлемые для неё сроки и их правового положения на период вывода. Ранее Б. Н. Ельцин на встрече с Председателем Верховного Совета Латвийской Республики А.Горбуновым 5 декабря 1991 года обозначал вывод войск в семилетний срок, то есть к 1999 году, что позволило бы осуществить планомерную отправку воинских частей, техники, вооружений, боеприпасов, армейских складов на обустроенные должным образом новые места дислокации на территории России;
- обеспечение прав российских граждан, в том числе военных пенсионеров и этнических русских, проживающих в Латвии;
- достижение договорённостей о продолжении функционирования на временной основе после вывода войск трёх стратегических объектов РФ;
- решение вопросов компенсации за оставляемое войсками движимое и недвижимое имущество ВС РФ.

Латвийская сторона настаивала на выводе войск к осени 1993 года, чтобы провести намеченные на это время первые парламентские выборы в Сейм при отсутствии иностранных войск. Она трактовала вывод войск как «деоккупацию» территории Латвии, занятой в 1940 году Советским Союзом в нарушение Мирного договора 1920 года, и требовала выезда всех лиц, оказавшихся на её территории после 1940 года. Этих людей официальные лица называли «оккупантами» или «членами семей оккупантов», принимая дискриминационное законодательство с целью выдавливания из страны русскоязычного населения.
Российская делегация указала на неприемлемость концепции «деоккупации», поскольку переговоры ведутся не с «восстановленным» довоенным государством, а с отделившейся от СССР бывшей советской республикой, с момента её принятия в состав Союза ССР ставшей составной частью единого военно-стратегического пространства СССР, обеспечивавшего безопасность всех входивших в его состав республик. Поскольку эту проблему Россия и Латвия в равной мере унаследовали от СССР, она должна была решаться обеими сторонами.
К марту 1992 года 80 % текста соглашения было согласовано, однако Россия настаивала на сохранении 7-летнего срока работ. На майском раунде латвийской стороне был передан график вывода воинских частей на 1992 год с предложением согласовывать следующие графики по мере достижения договоренностей по вопросам, важным для российской стороны. Латвийская делегация отказалась от ранее достигнутых соглашений и начала кампанию давления по линии ООН, СБСЕ, «Большой семёрки». Её поддержали все государства НАТО, игнорировавшие в это время массовые нарушения прав человека в Латвии и Прибалтике в целом.
Затем под давлением США, которые ставили вывод войск в зависимость от своей финансовой помощи, и по настоянию министра иностранных дел А. Козырева Ельцин объявляет о сокращении срока вывода войск на 5 лет и немедленном начале этого процесса. Руководитель российской делегации С. С. Зотов пытался в обмен на такое существенное сокращение срока добиться решения вопроса о статусе русскоязычного населения, доложив об этом и министру, и президенту. Ельцин поначалу одобрил такой подход, однако через две недели Козырев сделал заявление, что «никакой связи между выводом войск и правами русскоязычного населения нет».
На следующем раунде переговоров в сентябре 1992 года Зотов поставил вопрос о пакетном соглашении, которое бы защищало права военных пенсионеров и закрепляло за Россией право аренды стратегических объектов, которые оставались бы в её распоряжении и после вывода войск. В ответ латвийский парламент принял одностороннее решение, что вывод войск будет осуществляться по графику, составленному парламентом и правительством Латвии.
Переговоры о выводе войск из Латвии оказались наиболее трудными и потребовали 13 раундов, завершившись подписанием межгосударственного договора лишь 30 апреля 1994 года. Сейм принял соответствующий закон о ратификации 24 ноября 1994 года. Под давлением Запада Российская Федерация практически полностью отказалась от выдвинутых требований по стратегическим объектам, оставив за собой на короткий срок и на условиях платной аренды только Скрундскую РЛС.

## Имущество армии
Общая численность Северо-Западной группы войск на 1992 год составляла 250 тысяч человек, из которых 95 тысяч были средним и старшим начальствующим составом. В составе группировки было три дивизии — по одной в каждой республике, 11-я гвардейская общевойсковая армия, дислоцировавшаяся в Калининградской области, 15-я воздушная армия и окружной комплект соединений и частей родов войск и служб.
На территории Латвийской ССР располагалось более 1000 воинских частей и около 600 военных объектов, 58 тысяч военнослужащих. Флот базировался во всех крупных портах, для авиации построили 22 аэродрома, для ядерной войны — 12 пусковых установок баллистических ракет.

### Скрундская радиолокационная станция
Станция предупреждения о ракетном нападении (СПРН) в Скрунде являлась элементом советско-американских договоренностей по ПРО. Она в считанные секунды фиксировала запуск ракеты в любой точке земного шара, вычисляла её траекторию, поражаемую цель, выдавала координаты для ракеты-перехватчика и для всей советской, а затем российской глобальной системы ПРО, включая подводные лодки в мировом океане и космические средства. Перед главой делегации С. С. Зотовым стояла задача добиться сохранения объекта «любой ценой», хотя бы на минимальный срок в четыре года, чтобы построить дублирующую станцию в Барановичах.
Делегация Латвии во время переговоров потребовала, чтобы станцию охраняли латвийские военные, осуществляя пропуск на основе выданных республикой документов. Она также заявила, что все ввозимые материалы должны подвергаться таможенному контролю, российские военные должны предоставить опись всего вооружения, включая номера пистолетов у офицеров. Латвия также потребовала возможности проводить инспекции в любое время суток. Глава российской делегации, посол С. С. Зотов не только согласился с этими условиями, но и предложил повысить уровень инспекции до ранга Совета по безопасности и сотрудничеству в Европе. Эти инспекции проводятся по регламенту, с заблаговременным предупреждением и на основе консенсуса — российская сторона могла заблокировать то, что ей не нравилось. Таким образом удалось договориться, что СПРН функционирует до 31 августа 1998 года, после чего даётся два года на её демонтаж. Соответствующий документ было парафирован главами госделегаций 16 марта 1994 года.
Затем посол Зотов добился, чтобы демонтаж недостроенного 10-этажного здания в Скрунде, который должен был быть завершён к визиту президента США Билла Клинтона в июне 1994 года, оплатили американцы. Они выделили на это 10 миллионов долларов.
Вместо затребованных Латвией за пользование земельным участком в Скрунде 400 миллионов долларов в год Зотов предложил 2, а затем 4 миллиона, согласившись поднять сумму до 5 млн.

## Социальные вопросы военнослужащих и членов их семей
Военные пенсионеры РФ и члены их семей, проживавшие в Латвии по состоянию на 28 января 1992 года, получили право остаться в Латвии на постоянное жительство. Остальным полагалось покинуть Латвию до 31 августа 1994 года. Позднее по взаимной договоренности срок был продлён.
Соглашение по вопросам социальной защищенности военных пенсионеров РФ и членов их семей, проживающих на территории ЛР, было единогласно одобрено на пленарном заседании представителей стран — участниц Хельсинкского процесса в Вене, что было зафиксировано в итоговых документах заседания, закрепив дополнительные международные гарантии для России.
Членов семей военнослужащих, проживавших в домах квартирно-эксплуатационных частей армии (КЭЧ) и не имевших отношения к армии по роду занятий, и просто людей, имевших квартиры в домах КЭЧ, в Латвии отказывались регистрировать как постоянных жителей, ставя им в паспорта круглые красные печати, обязывавшие их в определённый срок покинуть страну. Некоторым из них через суд удалось отстоять свои права: число приговоров судов по искам «круглопечатников» к латвийскому Департаменту гражданства и иммиграции только за первое полугодие 1994 года составило 2121, из них в пользу истцов завершились 1933 (или 91 %). Но все же большинство «круглопечатников» было вынуждено уехать. Количество таких людей оценено правозащитниками движения «Равноправие» в 136—161 тысячу человек.

## Защита мемориалов
Статья 13 межправительственного соглашения о социальной защите проживающих в ЛР российских военных пенсионеров и членов их семей, подписанного в пакете документов, регулирующих вывод российских войск, предусматривала взаимные обязательства гарантировать сохранение, благоустройство и содержание в порядке мемориальных сооружений и мест захоронения на своей территории, а также не препятствовать посещению могил военных пенсионеров и членов их семей и проведению траурных церемоний.
В 2022 году Латвия в одностороннем порядке отказалась от соблюдения этого пункта и приняла решение о массовом сносе памятников, в том числе Памятника Освободителям Риги.

## Провокации
Вывод войск проходил на фоне непрекращающихся провокаций ополченцев-земессаргов: они блокировали военные городки, отключали воинские части от энерго- и водоснабжения, предпринимали попытки установить погранпункты вокруг воинских частей, захватить собственность ВС РФ, незаконно задерживали военнослужащих, автотранспорт.
Латвия пиратским образом захватила 13 судов, принадлежавших АО «Балтморпуть», 330-километровый участок нефтепровода «Самара — Вентспилс», в котором находилось 80 тыс. тонн мазута на сумму 15 млн долларов. Банк Латвии саботировал обмен валюты для финансирования войск.
Единственная нота была направлена правительству Латвии после ареста двух российских генералов, которое провёл председатель совета народных депутатов Видземского предместья Риги Андрис Ручс, явившийся в сопровождении латвийских ополченцев — «земессаргов» захватывать бассейн, принадлежавший армии. Получив доклад об этом по прилёте в Ригу, посол Зотов отказался возобновлять переговоры и заявил, что по согласованию с министром обороны РФ приведена в боевую готовность Псковская воздушно-десантная дивизия. Он потребовал немедленного освобождения захваченных людей. К вечеру того же дня правительство Латвии осудило самоуправство земессаргов и освободило арестованных.